# 加蒂格迪大坝
加蒂格迪大坝，也称佳蒂格德大坝，位于印度尼西亚爪哇芝马努河上游山口。大坝上游控制流域面积1460平方公里，坝顶高程265米，长1670米、最大坝高110米，是印度尼西亚最大的水利工程。
大坝由中国水利水电建设集团公司承建，一期工程2015年8月正式下闸蓄水，可发挥灌溉、防洪作用，还带来观光、渔业等经济效益。二期配套电站于2019年年底投入生产，建成后能解决当地供电紧张的局面。2020年4月13日，蓄水至260米高程目标。电站装机容量为110兆瓦，年平均发电量大约为4.5亿千瓦时。
早在1963年，印尼政府就规划修建大坝。然而，由于资金缺乏、技术落后和设备不足等原因，修建工作时断时续，直到中国水电2007年正式进场才真正开始建设。大坝完全蓄水后，大坝南侧会形成一个面积近36平方公里、库容9.8亿立方米的水库，可保证下游750平方公里地区能抵御百年一遇的洪水，可为下游地区的9万公顷农田提供灌溉用水。